# 鳳凰衛視香港台
鳳凰衛視香港台（英語：Phoenix Hong Kong Channel）是香港鳳凰衛視擁有的一條以粵語及普通话廣播為主的綜合娛樂頻道，為鳳凰衛視第一條以粵語廣播為主的頻道，亦為鳳凰衛視第六條頻道，於2011年3月28日香港时间晚上6點正式开播。

## 歷史
鳳凰衛視啟播時，已計劃於香港推出以粵語播音的地區性頻道。2011年，鳳凰衛視行政總裁劉長樂於香港電台年度團拜活動期間宣布，將於同年3月28日香港時間晚上18時開播全新24小時粵語頻道，頻道名稱為「鳳凰衛視香港台」。
2011年3月初，鳳凰衛視香港台開始在衛星上播放測試訊號，相關截圖及錄影畫面被上傳至影片分享網站上，顯示並非所有節目均為粵語節目。
截至2011年3月25日下午顯示，香港台在亞洲3S衛星進行廣播，即將定頻無綫網絡電視89台、香港寬頻bbTV507台、香港有線電視第304頻道及now寬頻電視第367頻道。
2011年3月28日香港时间18點整，凤凰卫视香港台正式开播；首个节目為現場直播節目《鳳凰衛視香港台啟播禮》，作為當天《鳳凰六點新聞》的第一節，主播羅振邦、魏綺珊。凤凰卫视各節目開播前播放的頻道形象短片，固定使用粤语旁白「您正在收看的是鳳凰衛視香港台」。
2012年1月1日，鳳凰衛視中文台節目《鳳凰焦點關注》啟播，為鳳凰衛視唯一使用香港台廠棚的非粵語節目。

香港台北美版播出《七十二家房客》。

2013年9月28日，鳳凰衛視香港台在美國、加拿大各大衛星電視、有綫電視或寬頻電視平台落地，除播出香港台的節目外，還會播出當地製作或另行外购的剧集（即屏蔽原有節目时段來播出，雖然在美國合法，但在中國大陸是違法的）。同時，為符合FCC之規定，香港台在北美播出當地製作的節目時都会播出当地广告，而北美版播出的内容依然会出现屏蔽节目的预告片；不過，通過網絡收看的香港台不受任何影響。
2015年10月8日，鳳凰衛視裁減香港台17名員工，主播黃珊、外電陳啟賢等不善普通話的新聞記者被裁員，營運總裁劉爽取代劉長樂成為台長；12日更取消播放《鳳凰快報》、《鳳凰晨早新聞》及《鳳凰晚間新聞》，同日起所有記者改編入資訊台進行採訪。
2022年1月1日公曆新年香港时间午夜0点0分0秒，鳳凰衛視香港台随中文台、資訊台改版，《鳳凰晨早新聞》以《香港晨報》名义恢复播出，原有两档新闻节目也会改版。停播多年的《金股齊明》也会在2022年复播。
2023年7月1日，鳳凰衛視香港台於myTV SUPER第612台啟播。
2024年4月15日，通訊事務管理局批准，無綫電視於同月22日起於原有無綫財經 體育 資訊台的85頻道轉播鳳凰衛視香港台。
2024年4月20日，鳳凰衛視香港台節目編排大有變動，除了於4月15日取消播放粵語新聞節目《香港晨報》和《午間快綫》、改為與中文台和資訊台同步播出的《鳳凰早班車》和《鳳凰午間專列》外，同時取消所有劇集時段、改為播放中文台或資訊台製作的節目。晚上除了原有的《全球新聞報道》、《時事大破解》作為黃金90分鐘粵語資訊時段外，另增加與中文台和資訊台同步播放的《鳳凰焦點新聞 1800》和《時事直通車》。
2024年4月22日上午6時起，無綫電視的數碼電視85台正式轉播鳳凰衛視香港台，首個節目為《旦哥與13醫》。
2024年6月24日，香港台節目編排再度大有變動，已停播兩個月的《午間快綫》恢復播出，《有報天天讀》、《亞洲財經透視》和《金石財經》取消播放，《鳳凰洲際快車》僅安排於突發事件發生時播出，週播評論節目《香港熱廚房》會於每個星期四播出。
2024年7月15日，通訊事務管理局通過無綫電視提交的豁免申請，以在鳳凰衛視香港台指定類型節目，包括時事節目、紀錄片、資訊節目及資訊娛樂節目內，以附加字幕形式展示新聞標題。
2025年元旦，鳳凰衛視香港台新增粵語間場節目《直達大灣區》，《亞洲財經透視》恢復播出，《鳳凰聚焦》改為逢星期二至六上午及下午播出。
2025年4月22日，因應本台於免費數碼電視85台啟播一周年，本台會於當日播出特備節目，其後取消播放中文台節目《紀錄大時代》及《冷暖人生》，並新增年度真人秀節目《發現新主播》及周末音樂盛典時段。
2025年5月22日，鳳凰衛視常務副行政總裁兼總編輯孫玉勝透露，計劃在香港台晚上節目時段再增加一檔粵語新聞節目和一檔粵語時事評論欄目。此外另計劃新增一檔打造粵語新形態的時事評論節目。
2025年7月1日，《鳳凰晚間新聞》以《晚間專綫》名義恢復播出，並且只安排於週一至週五播出。

## 頻道定位
鳳凰衛視香港台是鳳凰衛視立足香港開台15年後，第一次進軍香港本土的電視市場。長期以來，香港觀眾由於語言和可供選擇的粵語頻道多等原因，對鳳凰衛視的捧場不多；而鳳凰衛視以全球新聞節目為主的頻道，對於香港觀眾着力民生、娛樂、戲劇等口味來說，比較脱離。為此，鳳凰衛視特意走本土化路線，以粵語道香港的社會時事民生之外，推出「香港台」。
針對香港的金融業、房地產業等支柱產業加重報道的着墨點，鳳凰衛視香港台會開通財經資訊節目。在香港的創意產業方面，香港台目標是貼近香港本土的文化藝術娛樂發展，會邀請香港演藝人協會和香港電影界、香港樂壇、香港電視業的精英明星和創意人才，製作一些藝術指標和娛樂性的音樂、文化等訪談節目。此頻道有時亦會播放香港歌手的派台歌MV。
鳳凰衛視香港台在香港化節目的基礎上，製作具有國際化的節目，與其他香港電視臺的特點略有不同。不過，由於香港的免費電視以無線電波轉送模式在香港早已處於壟斷地位，加上其他收費電視的香港本土電視節目，鳳凰衛視香港台備受挑戰。鳳凰衛視曾於2016年5月6日向通訊事務管理局遞交有關數碼地面電視廣播的香港本地免費電視服務牌照申請，讓香港台的節目可以透過香港的無線電波轉送模式來播放節目，但已於2017年8月18日撤回。
2024年4月22日起，鳳凰衛視香港台於85頻道開播（無綫電視轉播），通訊事務管理局另批准無綫電視於同日起至同年7月21日止，暫時豁免「鳳凰衛視香港台」遵守有關字幕的規定，即須在節目頻道播出的所有新聞報道、時事節目、天氣報告、緊急通告，以及每日19:00至23:00播出的所有節目提供字幕服務，在期限結束後全面遵守有關規定。  在全新節目編排下，鳳凰衛視香港台的大部分時段均改為播放旗下中文台或資訊台的節目，包括自家製作的新聞節目、文化紀錄片和時事類專題節目，播出語言則改為以普通話為主。香港台僅於晚間時段（19:00-20:30）重點打造晚間「黃金90分鐘」粵語資訊時段 ，包括1小時新聞節目《全球新聞報道》和隨後播出的30分鐘評論節目《時事大破解》。
2024年6月24日起，增加午間粵語資訊時段及紀錄片時段。包括恢復播出粵語午間新聞節目 《午間快綫》，以及新增週播評論節目《香港熱廚房》，所有新聞及時事節目於寬限期前全面配上繁體中文字幕，令粵語節目時數增至每日約5小時至6.5小時，粵語和普通話節目比例為1比4。

## 主管／現任香港台員工
| 頻道主管理層                      | 頻道主管理層              | 頻道主管理層            | 頻道主管理層                  | 頻道主管理層                |
| --------------------------------- | ------------------------- | ----------------------- | ----------------------------- | --------------------------- |
| 秦玥 （副台長、總監）             | 董嘉耀 （執行總監製）     | 伍淑嫻 （監製）         | 彭紹經 （副採訪主任、製作人） | 卓麗雯 （助理總監、製作人） |
| 主播（香港台）                    |                           |                         |                               |                             |
| 卓麗雯 （香港台助理總監）         | 陳冠生 （財經記者）       | 彭紹經 （助理採訪主任） | 劉紫鳳 （外電記者）           | 林燕玲                      |
| 盧卓瑤 （記者）                   | 黃迪瑋 （記者）           | 黃浩棋 （記者）         |                               | 麥景榕                      |
| 林鶴軒 （記者）                   |                           |                         |                               |                             |
| 主持人（香港台）                  |                           |                         |                               |                             |
| 程介南 （時事大破解、香港熱廚房） | 郭一鳴 （時事大破解）     | 程治平 （香港新視點）   |                               |                             |
| 時事評論員（香港台）              |                           |                         |                               |                             |
| 馬鼎盛                            | 程介南 （兼主持人）       | 馬家輝                  | 郭一鳴 （兼主持人）           | 袁卓堅                      |
| 採訪主任（香港新聞採訪中心）      |                           |                         |                               |                             |
| 秦玥 （採訪主任）                 | 金小菲 （副採訪主任）     | 彭紹經 （副採訪主任）   | 冼志 （助理採訪主任）         | 李敏華 （助理採訪主任）     |
| 記者（香港台）                    |                           |                         |                               |                             |
| 楊一凡                            | 黃迪瑋                    | 黃浩棋                  | 張佩琪                        | 沈月蘭 （兼主編）           |
| 林嘉敏                            | 林嘉諾                    | 盧卓瑤                  | 伍慕蓮                        |                             |
| 黃良麟                            | 王致遠                    | 麥景榕（專題）          | 賴榮耀（娛樂）                | 林敏思                      |
| 劉浩駿                            | 賴嘉怡                    |                         |                               |                             |
| 記者（資訊台，兼粵語記者）        |                           |                         |                               |                             |
| 陳錦燕 （兼主播）                 | 丘麗華 （兼主編）         | 陳其蔓                  | 張又仁                        | 崔可君                      |
| 紀思清 （兼資訊台主播）           | 羅羽鳴 （駐深圳、兼專題） | 林鶴軒 （兼主播）       | 陳睿希 （駐深圳）             | 張蕭 （駐深圳）             |
| 朱家杰 （駐深圳）                 | 陳俊彥 （駐倫敦）         | 陳樂霖 （駐澳門）       | 王金璐                        | 謝進亨                      |
| 陳慧欣                            | 王姝                      | 趙龍                    | 王雨婷                        | 袁瑋曄                      |
| 盧熙文                            | 徐朴秋                    | 楊愷琰                  | 鄭泳君                        |                             |
| 外電記者（資訊台，兼粵語記者）    |                           |                         |                               |                             |
| 劉紫鳳 （兼主播、主編）           | 韓燕琼 （兼製作人、主編） | 陳淑芬 （兼主編）       | 陳啟賢 （兼主編）             | 周芷菱 （兼主編）           |
| 劉英德 （兼主編）                 | 楊德偉 （兼主編）         | 何子濠 （兼主編）       | 黃鳳儀 （兼主編）             | 覃恒亮 （兼主編）           |
| 導播                              |                           |                         |                               |                             |
| 凌雄輝                            | 茹詠恩                    | 楊善玲                  | 蔡榮祿                        | 李國強                      |
| 蔡凱珊                            | 李元玄                    | 徐欽榮                  | 黎浩然                        | 江韻婷                      |
| 陸智信                            | 關永潤                    | 鄧謙信                  | 袁家良                        | 黃浩剛                      |
| 曾景華                            | 陳偉鳴                    | 梅中雪                  | 陳穎琪                        |                             |
| 附：北美版自制节目主持人          |                           |                         |                               |                             |
| 蔡蕾                              | 丁研之                    | 徐志勋                  | 徐乐                          | 梁英志                      |
| 莫少康                            |                           |                         |                               |                             |

### 前鳳凰衛視新聞員工
| 近況：無綫新聞／無綫電視                                             | 近況：無綫新聞／無綫電視            | 近況：無綫新聞／無綫電視                  | 近況：無綫新聞／無綫電視  | 近況：無綫新聞／無綫電視    | 近況：無綫新聞／無綫電視 | 近況：無綫新聞／無綫電視          | 近況：無綫新聞／無綫電視  | 近況：無綫新聞／無綫電視 |
| -------------------------------------------------------------------- | ----------------------------------- | ----------------------------------------- | ------------------------- | --------------------------- | ------------------------ | --------------------------------- | ------------------------- | ------------------------ |
| 賴啟燊                                                               |                                     | 黃珊                                      | 張健栢                    | 敖璐斯                      | 齊東博                   | 葉芷樺                            | 潘琪慧                    | 李芊芊                   |
| 近況：香港有線新聞                                                   |                                     |                                           |                           |                             |                          |                                   |                           |                          |
| 黃合秀                                                               | 王彩霞                              |                                           |                           |                             |                          |                                   |                           |                          |
| 近況：Now寬頻電視新聞                                                |                                     |                                           |                           |                             |                          |                                   |                           |                          |
| 潘磊華                                                               | 李建安                              | 劉欣樺                                    |                           |                             |                          |                                   |                           |                          |
| 近況：香港電台                                                       |                                     |                                           |                           |                             |                          |                                   |                           |                          |
| 馬敏玉                                                               | 何俊傑                              | 黃凱琳                                    | 劉景輝                    | 鄭鋼英                      |                          |                                   |                           |                          |
| 近況：新城電台                                                       |                                     |                                           |                           |                             |                          |                                   |                           |                          |
| 張穎茵                                                               | 高韻璇                              |                                           |                           |                             |                          |                                   |                           |                          |
| 近況：商業電台                                                       |                                     |                                           |                           |                             |                          |                                   |                           |                          |
| 謝家欣                                                               | 葉俊庭                              |                                           |                           |                             |                          |                                   |                           |                          |
| 近況：香港電視娛樂                                                   |                                     |                                           |                           |                             |                          |                                   |                           |                          |
| 余樂明                                                               |                                     |                                           |                           |                             |                          |                                   |                           |                          |
| 近況：其他                                                           |                                     |                                           |                           |                             |                          |                                   |                           |                          |
| 張意宇 （經濟日報）                                                  | 廖靖雯 （政府新聞處）               | 孔科怡 （都市日報）                       | 李静愉 （香港亚洲博览馆） | 羅振邦 （香港消費者委員會） | 魏綺珊 （糊塗戲班）      | 李卓敏 （保良局傳訊經理）         | 李詩敏 （Lazy candle）    | 張駿芬 （離開香港）      |
| 何戎笙 （樹仁大學新聞與傳播學系傳訊總監、ViuTV《國識商通》節目主持） | 金盈 （ODEA營運總監）               | 黃德藍 （嶺南大學高級傳訊及公共事務主任） | 伍瑋瑋 （香港經濟日報）   | 黃家彤 （新鴻基地產）       | 呂文蕙 （香港大學）      | 黃芷淵 （行政長官辦公室特別助理） | 魏穎茵 （香港地方志中心） | 鄺曉斌 （香港科技大學）  |
| 馬琛沂 （加拿大）                                                    | 胡綺珊 （香港海關助理貿易管制主任） | 余展豪（友邦香港）                        |                           |                             |                          |                                   |                           |                          |
| 近況：不明                                                           |                                     |                                           |                           |                             |                          |                                   |                           |                          |
| 鄒文妮                                                               | 陳兆豪                              | 陳潔雯                                    | 鍾雅文                    | 黎海怡                      | 李思雨                   | 陳倩瑩                            | 秦瑞雯                    | 楊泳渟                   |
| 潘振宇                                                               | 薩文                                | 陈冠锋                                    | 葉文耀                    | 陳苑蓉                      | 林浩賢                   | 趙嘉韻                            | 林永雄                    | 何靜雯                   |
| 潘楚源                                                               | 劉彤茵                              | 唐美鳳                                    | 高祖怡                    | 朱家怡                      | 李惠儀                   | 黃清兒                            | 趙嘉駿                    |                          |
| 劉嘉杰                                                               | 蕭莉                                | 謝鴻州                                    | 曾卓琳                    | 舒振輝                      | 岑慧琪                   |                                   |                           |                          |

## 節目

### 新聞節目
- 《午間快綫》：前身為《鳳凰午間新聞》，2024年6月24日恢復播出，每日13:00-14:00，為時約60分鐘。
- 《全球新聞報道》：每日19:00-20：00，為時約60分鐘，晚上「黃金90分鐘」粵語資訊時段節目之一。
- 《晚間專綫》：前身為《鳳凰晚間新聞》，2025年7月1日恢復播出，週一至週五22:00-22:30，為時約30分鐘。

### 其他節目
- 《時事大破解》︰星期一至五20:00-20:30播出，由程介南、黃浩棋主持的政論節目。
- 《香港新視點》：星期二20:30-21:00播出，由程治平、麥景榕主持的政治、社会及民生专题节目。
- 《香港熱廚房》：星期四20:30-21:00播出，由程介南主持，以盛宴的模式論盡政治、社會及民生，前身為普通話週播政論節目《解碼香港》，曾於2025年1月至3月暫停播映。
- 《直達大灣區》︰間場節目，以粵語提供灣區資訊，為普通話《華聞大直播》環節之一。
- 《難忘經典系列》：星期六、日22:00-23:00播出，以播放演唱會為主。

### 特備節目
- 《施政論壇》：香港施政報告公佈後由香港多間電子傳媒主辦的論壇特備節目。
- 《財政預算案論壇》：香港財政預算案公佈後由香港多間電子傳媒主辦的論壇特備節目。
- 《鳳凰衛視香港台特別報道》：直播大型活動、香港施政報告、行政長官答問會、香港財政預算案發佈、美國總統選舉辯論、香港國安法實施五週年論壇、大型記者會等粵語特別新聞報道節目。
- 《灣區升明月 - 大灣區電影音樂晚會》：由多間傳媒轉播的灣區音樂盛典。
- 《愛心獎頒獎典禮》：由多台轉播的頒獎典禮。
- 《靈蛇獻瑞開運來》、《靈蛇獻瑞財運來》：由陳錦燕、陳冠生及多名主持的賀歲節目。
- 《尹光鬼馬狂想笑不停演唱會》：賀年音樂盛典
- 《懷特島音樂節》：全球音樂盛典

### 中文台／資訊台同名節目
- 《鳳凰早班車》︰每日07:00-09:00於本台播出，與資訊台、中文台同名節目無異，普通話原聲播出
- 《鳳凰午間專列》︰每日12:00-13:00於本台播出，與資訊台、中文台同名節目無異，普通話原聲播出
- 《鳳凰焦點新聞1800》︰每日18:00-18:30於本台播出，與資訊台、中文台同名節目無異，广告部分被删减，普通話原聲播出
- 《新聞今日談》︰每日18:30-19:00於本台首播，與資訊台同名節目無異，广告部分被删减，普通話原聲播出
- 《時事直通車》︰每日21:00-22:00於本台播出，與資訊台、中文台同名節目無異，广告部分被删减，普通話原聲播出
- 《鳳凰洲際快車》、《鳳凰正點播報》及《突發事件直播》︰僅於重大事件發生時在本台播出，與資訊台、中文台同名節目無異，普通話原聲播出
- 《X+》（第二季）：星期一23:00-23:30於本台首播（2025年7月7日起），翌日09:30-10:00重溫，與中文台同名節目無異，普通話原聲播出
- 《問答神州》：星期二23:00-23:30於本台首播，翌日09:30-10:00重溫，與資訊台、中文台同名節目無異，广告部分被删
- 《軍情觀察室》：星期三23:00-23:30於本台首播，翌日09:30-10:00重溫，與中文台同名節目無異，广告部分被删减
- 《築夢天下》：星期四23:00-23:30於本台首播，翌日09:30-10:00重溫，與中文台同名節目無異，普通話原聲播出
- 《空間觀策》：星期五23:00-23:30於本台首播，翌日09:30-10:00重溫，與中文台同名節目無異，普通話原聲播出
- 《亞洲財經透視》：星期一至五23:30-00:00於本台首播，與中文台同名節目無異，广告部分被删
- 《鳳凰聚焦》：星期二至六11:30-12:00於本台播出，與資訊台、中文台同名節目無異，广告部分被删
- 《鳳凰全球連線》：星期一至五22:30-23:00於本台首播，與中文台同名節目無異，广告部分被删
- 《發現大灣區》：星期三20:30-21:00於本台首播，翌日10:00-10:30重溫，與中文台同名節目無異，粵語旁述播出
- 《今日看世界》星期五20:30-21:00於本台首播，與中文台同名節目無異，普通話原聲播出
- 《總編輯時間》：星期二至六01:00-01:30於本台首播，與資訊台同名節目無異，广告部分被删
- 《鳳凰氣象站》︰與資訊台、中文台同名節目無異，僅以圖表帶出世界天氣資訊
- 《新聞鑒證組》星期日20:30-21:00於本台首播，與中文台、資訊台同名節目無異，普通話原聲播出
- 《石評天下》星期五14:00-14:30於本台首播，與中文台同名節目無異，普通話原聲播出
- 《文化大觀園》星期三17:30-18:00於本台首播，與中文台同名節目無異，普通話原聲播出
- 《一虎一席談》星期六23:00-00:00於本台首播，與中文台同名節目無異，广告部分被删，普通話原聲播出
- 《鳳凰大健康》星期一16:00-17:00於本台首播，與中文台同名節目無異，广告部分被删，普通話原聲播出
- 《风云对话》星期日17:00-17:30於本台首播，與中文台同名節目無異，普通話、英語及其它語言原聲播出
- 《我們和牠們》星期六、日17:30-18:00於本台播出，與中文台同名節目無異，普通話、粵語、英語及其它語言原聲播出
- 《大新聞大歷史》星期日23:00-23:45於本台首播，與中文台、資訊台同名節目無異，普通話原聲播出
- 《名人面對面》星期日20:00-20:30於本台首播，與中文台同名節目無異，普通話及英語原聲播出
- 《近觀中國》星期日23:30-00:00於本台首播，與中文台同名節目無異，英語、普通話、粵語及其他語言原聲播出
- 《皇牌大放送》星期六20:00-21:00於本台首播，與中文台同名節目無異，粵語配音／普通話及英語原聲播出；原名為《周末大放送》
- 《鳳凰大視野》，星期一至五22:00-22:30於本台首播，與中文台同名節目無異，粵語配音／普通話、英語及其他原聲播出
- 《我的香港故事》，星期日23:45-00:00於本台首播，與中文台、資訊台同名節目無異，粵語旁述播出

### 外購節目
- 《恩雨之聲》：宗教間場節目，星期一至二10:58-11:00於本台首播，16:58-17:00重溫，由鄭子誠擔當旁白，粵語旁述播出
- 《秘境之眼》：星期一20:55-21:00於本台播出，由中國中央電視台製作，無對白播出
- 《來吧！我是電影人》：星期一20:30-21:00於本台播出，由泰吉影業製作

以上編排為2024年4月22日起。

### 已停播／已播畢香港台節目
- 《粵港越有》（前身為《香港e道》）︰由馬家輝主持，論盡粵港文化話題。
- 《文化傾程》：由程治平主持的文化专题节目。
- 《兩岸大特搜》︰由蕭莉主持，为資訊台节目《媒體大攝匯》的粤语版本。
- 《香港新啟航》：由程治平主持的政治专题节目。
- 《鳳凰快報》：與中文台同名節目無異，同樣為新聞簡報，主要於日間播放，每日七次（10:00、11:00、14:00、15:00、16:00、17:00、20:00）。
- 《港人‧自講》︰由盧覓雪主持的脫口秀節目。
- 《醫Apps最強》︰由卓麗雯主持的健康節目。
- 《娱乐大舞台》︰外購節目時段，與中文台節目《鳳凰精選》相類似。周六大概播出演唱会，周日播出電影片。
- 《資訊全面睇》︰香港電台節目時段。
- 《百變真人SHOW》：外購節目時段。
- 《乐天知命李居明》：讲解风水、玄學的节目，於逢周六21:00首播
- 《香港晨報》：前身為《鳳凰晨早新聞》，每日上午07:00-07:30，每節為時約25分鐘，07:30再作重播。
- 《金股齊明》︰由陳冠生等主持、陳永陸等任客席主持，為資訊台節目《服市風向標》的粵語版本，當時擬於2022年初復播最終未能成事。
- 《煲劇時間》：電視劇時段，星期一至五20:00及22:00（首播）普通話原聲播出
- 《周末爆谷劇場》：電視劇時段，星期六、日20:00及22:00（首播），普通話原聲播出
- 《旦哥與13醫》：由鄭丹瑞主持的健康養生節目。
- 《園繫香江百載情》︰由陳復生主持的文化宗教節目，由嗇色園贊助。
- 《識碳再出發》：由香港再出發大聯盟贊助

### 已停播／已播畢中文台、資訊台同名節目
- 《我的中国心》（以粵語配音播出）
- 《香港自然故事》（以粵語旁述播出）
- 《生命密码》（普通話原聲播出）
- 《魯豫有約》（普通話原聲播出）
- 《有報天天讀》（普通話原聲播出）
- 《金石財經》（普通話原聲播出）
- 《X+》（第一季）（普通話原聲播出）
- 《發現新主播》（普通話、粵語及英語原聲播出）
- 《紀錄大時代》（普通話、粵語及英語原聲播出）
- 《冷暖人生》（普通話原聲播出）
- 《我也學一招》（連播兩集，普通話原聲播出）

### 已停播／已播畢外購節目
- 《如果國寶會說話》（由中國中央電視台製作，普通話原聲播出）
- 《探秘三星堆》（由中國中央電視台製作，普通話原聲播出）
- 《食分絕配》（由新加坡新傳媒製作，普通話原聲播出）
- 《此食此客》（由愛奇藝製作，普通話原聲播出）
- 《植物有話說》（由騰訊視頻製作，普通話原聲播出）
- 《中國宴》（由愛奇藝製作，普通話原聲播出）
- 《寰宇市集》（農曆新年特備紀錄片，由法國ARTE製作，英語、法語及外語原聲播出）
- 《匠心獨運》（農曆新年特備紀錄片，由美國Symbio Studios製作，英語原聲播出）

### 北美版自制节目
- 《凤凰美洲新闻》：與美洲台同名節目無異，以播出新闻为主（尤其是当地的社区消息，已於2025年元旦起停播）。
- 《美釀醇品》：與美洲台同名節目無異。

今日話你知系列
- 《今日知多D》：时事评论节目。
- 《今日Law话事》：法律专题节目。
- 《今日搞边科》：资讯专题节目，提供社会、民生、娱乐资讯。
- 《今日运动营》：体育专题节目，提供體壇賽況、明星軼事（每月最后一个星期四不安排播出）。
- 《今日咪走寶》：收藏类节目，2014年8月28日开播（每月最后一个星期四首播，季播）。
- 《今日有偈倾》：周播人物访谈节目。

生活在美洲系列
注：除《非常美洲》外，其余节目均为美洲台制作，以粤语配音播出。
- 《非常美洲》：與美洲台同名節目無異，为周播新闻评论节目。
- 《健康美》：與美洲台同名節目無異。
- 《美夢成家》：與美洲台同名節目無異。
- 《求學夢》：與美洲台同名節目無異。
- 《養兒育女》：與美洲台同名節目無異。

外购剧集
- 《都市笑口組》，广东大湾区卫视制作的粤语系列小品剧。
- 《七十二家房客》，广东大湾区卫视制作的粤语情景喜剧。
- 《乘龙怪婿》，广东大湾区卫视制作的粤语情景喜剧。

## 香港数码地面广播格式
- 此頻道需要使用支援H.264的DMB-T/H數碼廣播解碼器或電視調諧器（升級版接收器）收看。
- 影像以H.264/MPEG-4 AVC格式編碼，16:9比例輸出畫面。音效以杜比數碼（AC-3）編碼，並會因應節目而提供環迴立體聲效果。
- 目前鳳凰衛視香港台與無綫電視旗下的TVB Plus、無綫新聞台及明珠台共同採用統計復用技術（英语：statistical multiplexing）於一條頻寬大約21.5Mbps（兆位/秒）的單頻網廣播。